# الطوابية (أسيوط)
قرية الطوابية هي إحدى القرى التابعة لمركز الفتح في محافظة أسيوط في جمهورية مصر العربية. حسب إحصاءات سنة 2006، بلغ إجمالي السكان في الطوابية 8859 نسمة، منهم 4454 رجل و4405 امرأة.